# Sooglossidae
Famille
Les Sooglossidae forment une famille d'amphibiens. Elle a été créée en 1931 par Gladwyn Kingsley Noble (1894-1940).

## Répartition et habitat
Les espèces de cette famille sont endémiques de l'archipel des Seychelles dans l'océan Indien. Elles vivent principalement dans la forêt tropicale humide.

## Liste des genres
Selon Amphibian Species of the World (18 novembre 2016) :
- genre Sechellophryne Nussbaum & Wu, 2007
- genre Sooglossus Boulenger, 1906

## Taxinomie
Jusqu'à récemment cette famille incluait le genre Nesomantis, mais après la révision taxonomique des amphibiens de 2006, ce dernier a été synonymisé avec Sooglossus.
D'autre part l'espèce Nasikabatrachus sahyadrensis est, selon certains auteurs, incluse dans cette famille. Amphibian Species of the World la place dans la famille monotypique des Nasikabatrachidae.

## Publication originale
- Noble, 1931 : The Biology of the Amphibia. New York and London, McGraw-Hill, p. 1-577 (texte intégral).